# Río de Oro
Il Río de Oro (in arabo  وادي الذهب‎?, Wādī al-dhahab, ossia "fiume dell'oro") è un ex territorio spagnolo dell'Africa nordoccidentale, che assieme al territorio di Saguia el Hamra ha formato, fino al 1976, la colonia del Sahara Spagnolo.

## Storia
Nel 1924 ha incorporato la piccola colonia spagnola di Lagouira, nata pochi anni prima dalla divisione a metà della penisola del Cabo Blanco, fatta con la Francia che governava sulla Mauritania.
Il Río de Oro aveva una superficie di 184.000 km² ed aveva come capitale Villa Cisneros, l'attuale Dakhla. Inizialmente territorio a sé stante, nel 1969 fu aggregato alla Saguia el Hamra a formare il Sahara Spagnolo.
Territorio ampiamente desertico o semidesertico, il Río de Oro confinava con la Saguia El Hamra a nord e con la Mauritania ad est e a sud. Il lato ovest si affacciava invece sull'Oceano Atlantico.
Politicamente appartenente al Sahara Occidentale, il territorio è conteso con il Marocco. Nel 1976, anno in cui gli spagnoli si ritirarono unilateralmente dalla colonia, il territorio fu abbandonato a sé stesso e divenne facile oggetto delle mire espansionistiche dei paesi vicini (Marocco e Mauritania), che lo divisero in due zone di occupazione. Ritiratasi la Mauritania nel 1979, permane la presenza dell'esercito di Rabat, che ha posto una serie di barriere, muri e campi minati per dividere i territori sotto il proprio controllo da quelli più interni e remoti, controllati dal Fronte Polisario di liberazione nazionale.